# Skattekort (administration)
 For alternative betydninger, se Skattekort. (Se også artikler, som begynder med Skattekort)
Af skattekortet fremgår ens fradrag og trækprocent. Man skal have et skattekort, så snart man tjener mere end det beløb, der fremgår af ens frikort. Skattekortet henter arbejdsgiveren elektronisk. Oplysningerne på skattekortet, kan man se i sin Skattemappe på skat.dk.

## Eksterne kilder og henvisninger
- Skat.dk Arkiveret 11. januar 2012 hos  Wayback Machine

| Økonomi | Spire Denne artikel om økonomi er en spire som bør udbygges. Du er velkommen til at hjælpe Wikipedia ved at udvide den. |